# 캥거루 잭
《캥거루 잭》(영어: Kangaroo Jack)은 2003년 개봉된 버디 액션 코미디 영화이다.

## 줄거리
브루클린에 사는 찰리와 절친 루이스는 실수로 찰리의 새아버지인 범죄 조직 두목 샐의 창고가 경찰에 발각되게 만든다. 샐은 두 사람에게 마지막 기회를 주며 오스트레일리아 쿠버피디의 스미스 씨에게 5만 달러를 전달하는 임무를 맡긴다. 둘은 지시를 어기고 비행기 안에서 돈이 들어 있는 봉투를 열어본다.
오스트레일리아에 도착한 두 사람은 우연히 차로 붉은캥거루를 치게 된다. 캥거루가 죽었다고 생각한 루이스는 기념 사진을 찍으려고 돈이 든 재킷과 선글라스를 캥거루에게 입히는데 그만 캥거루가 깨어나 달아나고 만다.
두 사람은 돈을 훔쳤다는 오해를 사고, 돈을 되찾으려고 캥거루를 쫓다가 사막에서 길을 잃는다. 급기야 환각까지 보던 두 사람을 야생 동물 재단에서 일하는 미국 여성 제시가 발견한다. 둘은 제시에게 도움을 받고, 찰리는 제시에게 호감을 느낀다. 샐이 보낸 프랭키가 이들을 추적한다.
돈을 되찾은 이들을 스미스 씨가 먼저 찾아내고, 곧 프랭키 일당이 나타난다. 찰리와 루이스는 샐이 처음부터 자신들을 살려둘 생각이 없었다는 걸 알게 된다. 살해되려는 찰나 캥거루가 나타나 주의를 끌어 찰리, 루이스, 제시가 함께 도망친다. 쫓고 쫓기는 추격전 끝에 오스트레일리아 연방 경찰이 도착하여 악당들을 체포한다.
일 년 뒤. 샐의 부하들은 종신형을 받았으며, 샐은 재판을 기다린다. 찰리와 루이스는 돈을 기반으로 새로운 사업을 시작했으며, 찰리와 제시는 부부가 됐고, 캥거루는 그대로 아웃백에서 살아간다. 마지막에 캥거루가 관객에게 포키 피그의 유명한 구호 "다 끝났어, 얘들아!"를 외치며 영화는 끝을 맺는다.

## 출연
- 제리 오코널 - 찰리 카본 역
- 앤서니 앤더슨 - 루이스 부커 역
- 에스텔라 워런 - 제시 역
- 크리스토퍼 워컨 - 샐버토어 "샐" 매지오 역
- 다이앤 캐넌 - 애나 카본 역
- 마이클 섀넌 - 프랭키 롬바도 역
- 애덤 가르시아 - 캥거루 잭 / "재키 레그스"(크레디트 미기재) 역
- 마턴 초카시 - 스미스 씨 역
- 빌 헌터 - 블루 역
- 토니 니콜라코풀로스 - 샐의 카포(부관) 역
- 데이비드 응굼부자라 - 지미 인카말라 경사 역
- 라라 콕스 - 비행기의 귀여운 여성 역
- 프랭크 웰커 - 특수 목소리 효과

## 우리말 녹음
SBS 성우진 (2008년 9월 12일)
- 강수진 - 찰리 카본(제리 오코널)
- 김영진 - 루이스 부커(앤서니 앤더슨)
- 이인성 - 캥거루 잭(애덤 가르시아)
- 박소라 - 제시(에스텔라 워런)
- 송준석 - 프랭키 롬바도(마이클 섀넌)
- 양석정 - 스미스(마턴 초카시)
- 이장원 - 블루(빌 헌터)
- 김태웅 - 샐버토어 매지오(크리스토퍼 워컨)
- 문남숙 - 애나(다이앤 캐넌)